# 八道河子镇
八道河子镇，是中华人民共和国吉林省吉林市桦甸市下辖的一个乡镇级行政单位。

## 行政区划
八道河子镇下辖以下地区：
八道河子社区、榆木桥子社区、八道河子村、海浪布村、向阳村、新开河村、李家村、复兴村、四方甸子村、双杨树村、砍川沟村、新胜村、当石村、西北岔村、四合村、榆木村、粟子沟村、外粟子沟村、寿山村、荆家村、二道沟村、杉松村、影壁山村、红旗村和金河村。